# The Banner Saga
The Banner Saga là một game thuộc thể loại nhập vai chiến thuật lấy bối cảnh thời đại Viking được phát triển bởi hãng Stoic, bộ ba nhà phát triển game độc lập trước đây của BioWare, và do Versus Evil phát hành. Ban đầu trò chơi được phát hành cho máy tính cá nhân và điện thoại di động vào tháng 1 năm 2014. Các phiên bản PlayStation 4 và Xbox One  phát hành vào năm 2016, với phiên bản Nintendo Switch phát hành vào năm 2018.
Trò chơi được tung ra dưới dạng chiến dịch chơi đơn, The Banner Saga – phần đầu tiên của bộ ba theo như dự tính – vào ngày 14 tháng 1 năm 2014, cũng như bản chơi trực tuyến nhiều người free-to-play, The Banner Saga: Factions vào tháng 2 năm 2013.

## Cốt truyện
The Banner Saga xoay quanh sự trở lại của Dredge – một chủng tộc hiếu chiến khiến con người khiếp sợ – dưới sự lãnh đạo của Bellower, một thủ lĩnh Dredge bất khả chiến bại dìu dắt họ đi trên con đường chiến tranh hòng bá chủ thế giới. Khi một đạo quân lang thang giao chiến với Dredge và tìm ra điểm yếu của Bellower, đoàn quân này sẽ có nhiều quyết định khó khăn giúp định hình số phận của cả nhân loại và Varl. Trong lúc thế lực bóng tối bắt đầu bao trùm thế giới thì bỗng nhiên xuất hiện một con rắn khổng lồ gây ra động đất lớn và sóng thần lan tràn khắp mọi nơi. Trong chương thứ hai của Saga, quân đội tiến về phía Arberrang, thủ đô của loài người. Trong khi đó, một nhóm lính đánh thuê danh xưng Ravens dưới sự lãnh đạo của Bolverk, lẩn tránh tới Mannaharr để che giấu Bellower và điều tra lai lịch con rắn nhằm tìm cách diệt trừ nó.

## Lối chơi

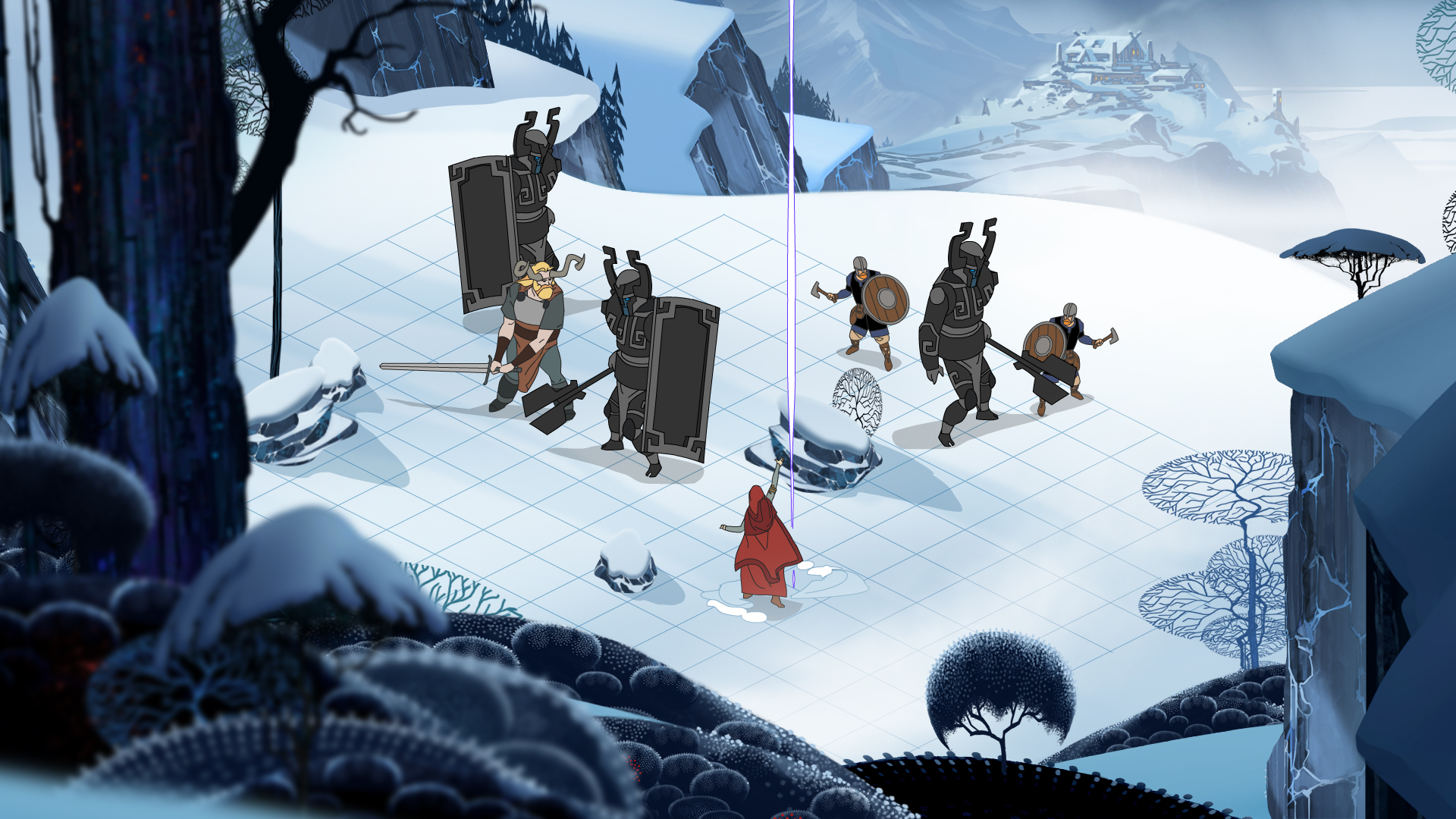
Cảnh chiến đấu theo lượt

Trọng tâm của game là phần chiến dịch chơi đơn gồm những trận đánh theo lượt lấy cảm hứng từ các game nhập vai như Final Fantasy Tactics và Shining Force, trong game người chơi nắm quyền điều khiển và xây dựng nên đội hình các nhân vật với khả năng bổ sung. Theo các nhà phát triển, mục tiêu của họ là tạo ra một "tựa game trưởng thành dành cho người lớn đậm chất Game of Thrones hay The Black Company". Họ muốn gắn kết người chơi về mặt cảm xúc bằng cách cho phép xây dựng mối quan hệ với các nhân vật trong game và hình thái kết cuộc của câu chuyện thông qua một loạt lựa chọn hội thoại. Trò chơi cũng tránh những quy ước nhất định của thể loại game nhập vai theo hướng hành động như tập trung vào câu chuyện một vị anh hùng trẻ trung đơn độc, cướp bóc và mua hàng, hoặc tải lại trạng thái save game sau mỗi lần thất bại. Thay vào đó, các nhà phát triển mong muốn kể về câu chuyện đoàn quân của người chơi như một thể thống nhất, và khuyến khích người chơi chấp nhận và đối phó với những hậu quả của bất kỳ trận thua nào mà họ có thể gặp phải trên hành trình trừ gian diệt bạo.

### The Banner Saga: Factions
Thành phần chiến đấu theo lượt chơi nối mạng được phát hành trên Steam là một bản độc lập tự do tên gọi The Banner Saga: Factions, trước khi phát hành bản chơi đơn. Factions bắt đầu được bày bán cho những người ủng hộ vào ngày 18 tháng 2 năm 2013 và chính thức ra mắt vào ngày 25 tháng 2. Game cho phép người chơi thiết lập đội hình gồm sáu chiến binh lấy từ 16 lớp nhân vật và bước ra đối chọi với người chơi khác nhằm giành phần thắng về phe mình.

## Bối cảnh và phong cách

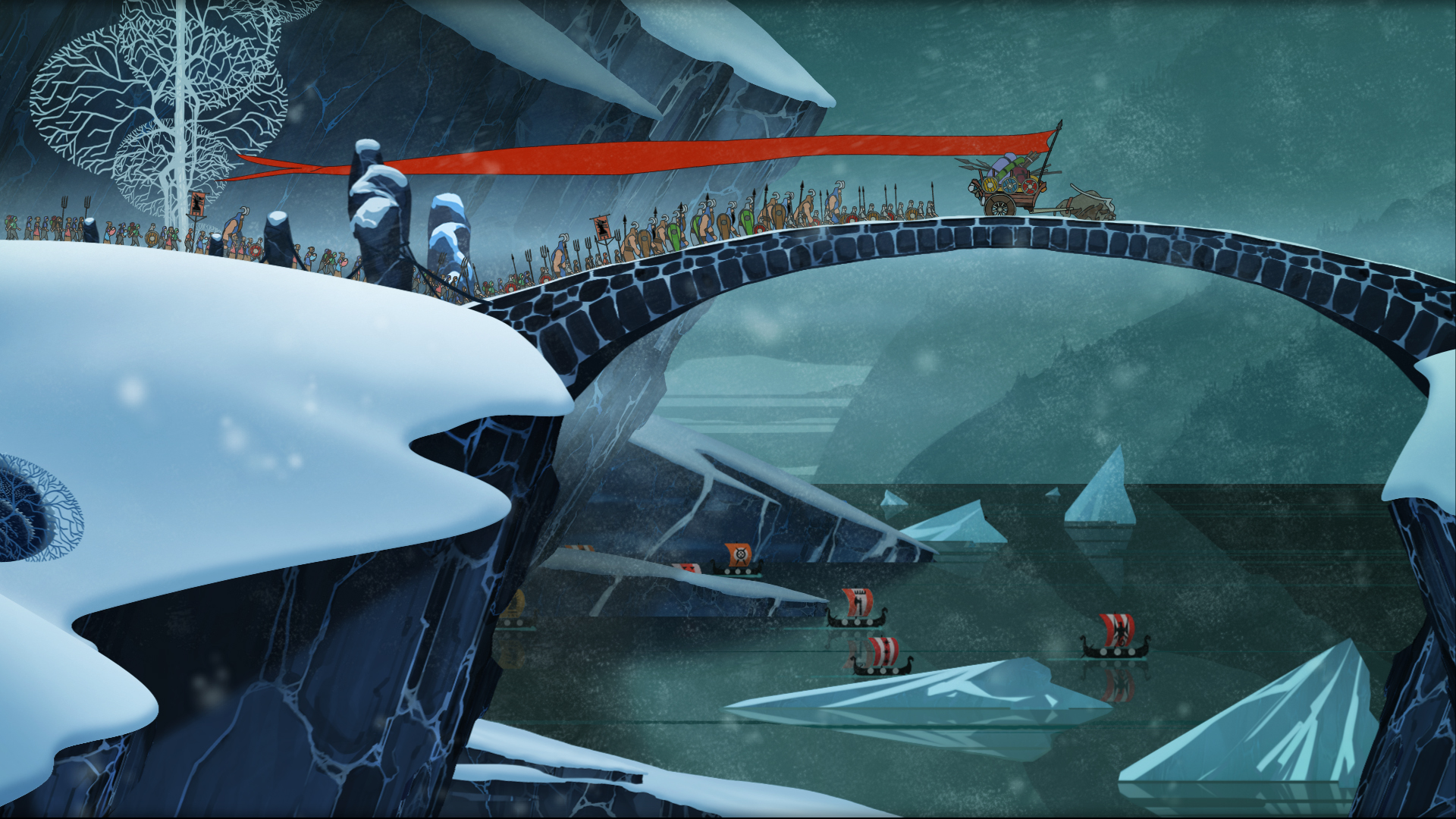
Một mẫu concept art trong game

Trò chơi lấy bối cảnh từ nguồn cảm hứng về thời đại Viking đậm chất kỳ ảo đã được các nhà phát triển lựa chọn để tránh những gì họ coi là "mang hơi hướng elves, dwarves và orcs quá trớn". Bằng một phong cách trực quan chịu ảnh hưởng từ nét vẽ của Eyvind Earle trong bộ phim của hãng Disney năm 1959 Người đẹp ngủ trong rừng, cũng như tác phẩm của Ralph Bakshi và Don Bluth, đồ họa của The Banner Saga bao gồm chuyển động, nhân vật và khung cảnh chủ yếu được dựng bằng kỹ thuật hoạt hình vẽ tay.
Factions sử dụng thành phố Strand làm giao diện người dùng chính khi những người chơi lựa chọn các công trình khác nhau của thành phố để tiếp cận những mục chơi và chức năng khác nhau. Ngoài ra, theo Stoic, "thành phố sẽ khai triển khi câu chuyện dần hé lộ".

## Phát triển
Các nhà phát triển game – Alex Thomas, Arnie Jorgensen và John Watson – đều rời khỏi BioWare sau khi thực hiện dự án Star Wars: The Old Republic, với ý định làm một tựa game theo sớ thích của riêng họ. Dự án được tài trợ thông qua phương thức gọi vốn cộng đồng trên Kickstarter. Hãng đã đưa ra lời cam kết vào ngày 19 tháng 3 năm 2012 và đạt được mục tiêu tài trợ 100.000 USD trong suốt ngày hôm sau. Dự án cuối cùng tích lũy được 723.886 USD từ 20.042 người ủng hộ. Ngày 14 tháng 1 năm 2014, trò chơi được phát hành với sự giúp đỡ từ Versus Evil thông qua khâu phân phối kỹ thuật số trên Steam. Ban đầu các bản phát hành cho Windows và Mac chuyển thể sang iPad và Android được phát hành vào tháng 10 năm 2014 với nhiều bản chuyển thể sang Linux, PlayStation 4, PlayStation Vita, và Xbox One dự tính ra mắt vào năm 2015.

## Nhạc nền
Phần nhạc xướng hoàn toàn được soạn bởi Austin Wintory. Bao gồm các nghệ sĩ độc tấu Malukah, Peter Hollens, Johann Sigurdarson và Taylor Davis. Khúc đồng diễn dùng để thực hiện phần âm nhạc là Dallas Wind Symphony.

## Đón nhận
The Banner Saga có số điểm tổng hợp là 82/100 (dựa trên 32 đánh giá quan trọng) trên Metacritic, có nghĩa là "những đánh giá nhìn chung đều tích cực". Phiên bản iOS của trò chơi đã nhận được một số điểm tổng hợp 90/100, đánh dấu "sự ca ngợi phổ quát."
Theo IGN, The Banner Saga xuất sắc cả về phương diện hình ảnh và câu chuyện đa dạng chứa đầy các lựa chọn có ý nghĩa. Giới phê bình đều tán thành độ khó của game mà tán dương hệ thống chiến đấu và soundtrack tươi tắn nhưng hơi ảm đạm, trong khi xem xét rằng trò chơi có thể giải thích cơ chế gameplay chủ chốt tốt hơn. Eurogamer ca ngợi hệ thống chiến đấu thanh lịch và đồ họa của game trong khi chỉ trích cung cách chiến đấu thiếu sự đa dạng. Hardcore Gamer khen ngợi giá trị sản xuất chất lượng cũng như hệ thống chiến đấu sâu sắc và hấp dẫn của nó.
GameSpot đã trao cho The Banner Saga số điểm 7.0/10, nói rằng "The Banner Saga là một game hay, tràn đầy những ý tưởng thú vị và những trận chiến hứng khởi." Eurogamer cho số điểm 8/10, nói rằng "The Banner Saga mang lại một làn gió mới mẻ cho thể loại RPG chiến thuật bằng một câu chuyện mà từng phần đều hấp dẫn đúng như cung cách chiến đấu của nó."

## Phần tiếp theo
Phần tiếp theo tên gọi The Banner Saga 2 đã được công bố vào tháng 12 năm 2014. Trò chơi được phát hành vào ngày 19 tháng 4 năm 2016. Một bộ board game thu nhỏ gọi là The Banner Saga: Warbands được công bố vào tháng 8 năm 2015.
Ngày 18 tháng 7 năm 2018, có thông báo rằng Hyper RPG sẽ sản xuất một chương trình kết hợp RPG trên bàn sẽ phát sóng chính thức trênTwitch từ ngày 24 tháng 7 đến ngày 14 tháng 8 cùng năm. Phim có sự tham gia của Shelby Grace, Andre Meadows, Steve Zaragoza, Dave Moss và Trisha Hershberger, với Adam Koebel trong vai Game Master.